# Apache OFBiz
Chronologie des versions
18.12.06
Le projet de la fondation Apache Apache OFBiz est un logiciel libre et open source intégré constitué d'une suite d'applications pour l'entreprise et utilisé pour automatiser de nombreuses procédures d'entreprise. C'est un projet de grande envergure (progiciel de gestion intégré) géré uniquement par une communauté internationale d'utilisateurs (individuels et entreprises) sans une entreprise unique en arrière-plan.

## Fonctionnalités
Apache OFBiz intègre notamment les fonctionnalités suivantes :
- Progiciel de gestion intégré (ERP) : planification des ressources
- Comptabilité
- Gestion de la relation client (CRM : customer relationship management)
- Commerce électronique (eCommerce)
- Gestion de la chaîne logistique (GCL, SCM : supply chain management)
- Planification des besoins en composants (MRP)
- Gestion de maintenance assistée par ordinateur (GMAO ou CMMS)
- Gestion de l'architecture d'entreprise (EAM : enterprise architecture management)
- Gestion de projet
- Gestion des ressources humaines
- Gestion de contenu (CMS) en relation avec les données de l'ERP. Permet une intégration directe, au sein de la gestion de contenu, de tableaux, graphiques…
- Marketing : campagnes, sondages, listes de contacts
- Point de vente (WebPOS) : gestion de points de vente, éventuellement en réseau reliés à une base de données centrale. La gestion des points de vente peut se faire avec autant de niveaux (départementaux, régionaux, etc.) que nécessaire en utilisant une synchronisation sécurisée (reprise sur erreur) par Internet.

Communautés d'utilisateurs :
- Allemagne, Thaïlande, Royaume-Uni, Pays-Bas, Italie, France…
- Industries : tourisme, administrations publiques